# Scopula immoraria
Scopula immoraria är en fjärilsart som beskrevs av Jacob Hübner 1798. Scopula immoraria ingår i släktet Scopula och familjen mätare. Inga underarter finns listade.